# Club Rivadavia
El Club Rivadavia es un club de fútbol argentino de Lincoln en Provincia de Buenos Aires, Argentina, fundado el 22 de marzo de 1915.
Notablemente, participó del Torneo Argentino A entre 2006 y 2014, de su sucesor el Torneo Federal A entre 2016 y 2018, y de la Copa Argentina 2017-18. Participó en el Torneo Regional Federal Amateur 2021-22, perdiendo la final por el ascenso al Torneo Federal A por penales contra Argentino de Monte Maíz. Su estadio, ubicado en las orillas del barrio "San José", se llama El Coliseo y tiene capacidad para 7 500 espectadores.
Su camiseta es roja y blanca a bastones verticales y su apodo es Rojo. Además, participa desde 1983 en la Liga Deportiva del Oeste de Junín en la Provincia de Buenos Aires, de la cual se consagró campeón en 21 ocasiones.

## Historia del Club
En el año 1915 se fundó el club bajó el lema Trabajo, amor y fe, y se nombró como primer presidente a José Petrella.
Participó en la creación de la Asociación de Fútbol del Oeste, con el objeto de organizar y dirigir los torneos en forma oficial. La sede se encontraba en Bragado. El primer campeonato se organizó en 1929. Rivadavia fue el único club de Lincoln entre los fundadores de esta asociación.
Entre 1932 y 1982 compitió en la Liga Amateur de Deportes de Lincoln donde obtuvo 18 títulos.
En 1983 se afilia a la Liga Deportiva del Oeste de Junín, donde obtiene el primer título en 1983 que le posibilita disputar el Torneo Regional 1984. Allí finalizó primero del grupo 1-A y se clasificó a la ronda final. Peleó palmo a palmo con Olimpo de Bahía Blanca por un lugar en el Campeonato Nacional 1984 de Primera División, pero en la última fecha la victoria de Olimpo por 7 a 1 frente al ya eliminado Belgrano de Zárate, le otorgó al equipo bahiense una gran diferencia de goles (+10) que dejó sin chances al Rojo que tenía los mismos puntos pero menor diferencia de gol (+3).
Rivadavia logró dos ascensos en dos años: del Torneo Argentino C a Torneo Argentino B (2005) al consagrarse campeón y del Torneo Argentino B al Torneo Argentino A (2006) al vencer en la Promoción a Racing de Olavarría. Luego llegó a la final del Torneo Clausura 2007 del Argentino A donde cayó frente a Brown de Madryn y en el 2015 llegó a la final del Federal B cayendo frente a Tiro Federal De Bahía Blanca. Luego tendría revancha en el Torneo Federal B 2016, donde se consagró campeón venciendo por penales 4 a 3 a San Martín de Formosa el 19/06/16 en el estadio el coliseo en lincoln.

## Clásico
Su clásico rival es Club Atlético El Linqueño, también de la localidad de Lincoln. 

## Jugadores
Entre los jugadores destacados del club encontramos a:
- Rolando Schiavi ex Boca, Argentinos Juniors, Argentino de Rosario y Selección Argentina.[12]
- Fabio Schiavi ex Estudiantes (Bs. As.), Chacarita Juniors, Quilmes, Liga de Quito y Defensor Sporting de Uruguay.
- Diego Castaño que luego tuvo una larga trayectoria en Tigre, siendo figura, referente y uno de los máximos ídolos de la historia del club.
- José Paradela exjugador de Gimnasia y Esgrima La Plata y River Plate. Actualmente en Cruz Azul.
- Otros ídolos del club fueron: Guillermo Suárez, Pablo Fontanello, Daniel Diosquez y Mauro Amato.

### Plantilla 2022
- Actualizado al 27 de Junio de 2022

## Palmarés

### Torneos nacionales
- Torneo del Interior (1): 2005

#### Otros logros
- Ascenso al Torneo Argentino A (1): Ganador Promoción 2005/06
- Ascenso al Torneo Federal A (1): Ganador Torneo Federal B 2016
- Finalista del Torneo Regional 1984
- Finalista del Torneo Clausura del Argentino A 2006/07
- Finalista del Torneo Federal B 2014

### Ligas regionales
- Liga Deportiva del Oeste (21): 1983, 1985, 1992, 1993, 1994, 1996 (clausura), 2001/02 (nocturno), 2002 (clausura), 2003 (apertura), 2003 (clausura), 2003/04 (nocturno), 2004 (apertura), 2004/05 (nocturno), 2007/08 (nocturno), 2011 (apertura), 2011/12 (nocturno), 2012 (apertura), 2015 (apertura), 2019 (apertura), 2022 (apertura), 2022 (clausura).[13]
  - Torneos nocturnos no oficiales (1): 1987.
- Liga Amateur de Deportes de Lincoln (18): 1932, 1933, 1934, 1936, 1946, 1947, 1948, 1949, 1952, 1955, 1959, 1962, 1963, 1965, 1970, 1973, 1977, 1978.[1]